# Casuariclystis latifascia
Casuariclystis là một chi bướm đêm thuộc họ Geometridae. Chi này chỉ gồm một loài Casuariclystis latifascia.